# Auberge de la Romaine
Die Auberge de la Romaine („Herberge der Römer“, auch Hôtel de Chasseurs, „Haus der Jäger“) in Falaise, einer französischen Gemeinde im Département Calvados in der Region Normandie, wurde im 17. Jahrhundert errichtet. Der Gasthof bzw. die Herberge am (20-24) Place de la Reine Mathilde steht seit 1946 als Monument historique auf der Liste der Baudenkmäler in Frankreich.
Die Auberge zeigt ein Bruchsteinmauerwerk aus Kalkstein und wurde unter einem Satteldach errichtet.